# Boeing NB
El Boeing NB (o Model 21) fue un avión de entrenamiento primario desarrollado para la Armada de los Estados Unidos en 1923. 

## Desarrollo y diseño

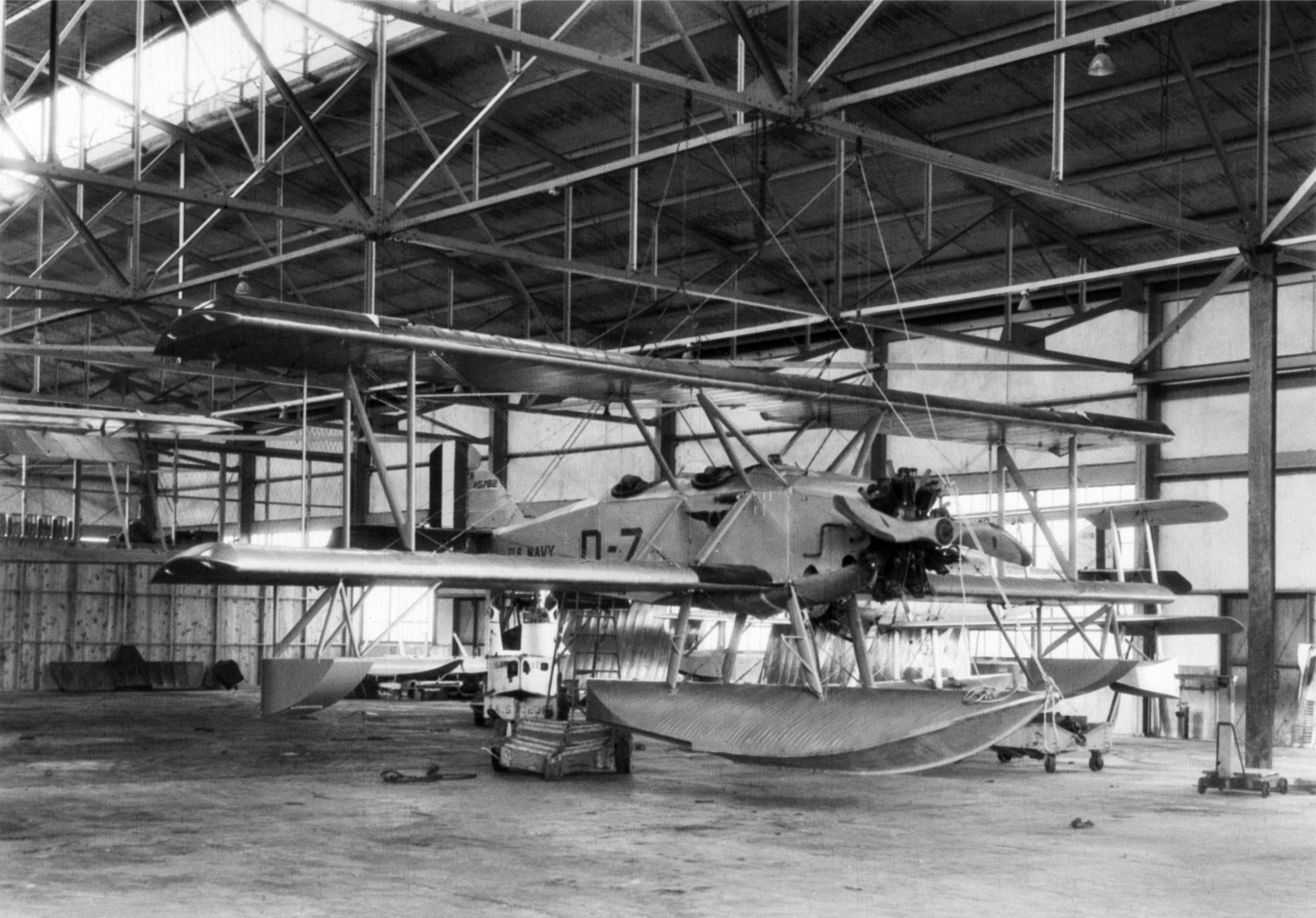
Un hidroavión NB-1 en el NACA, en 1926.

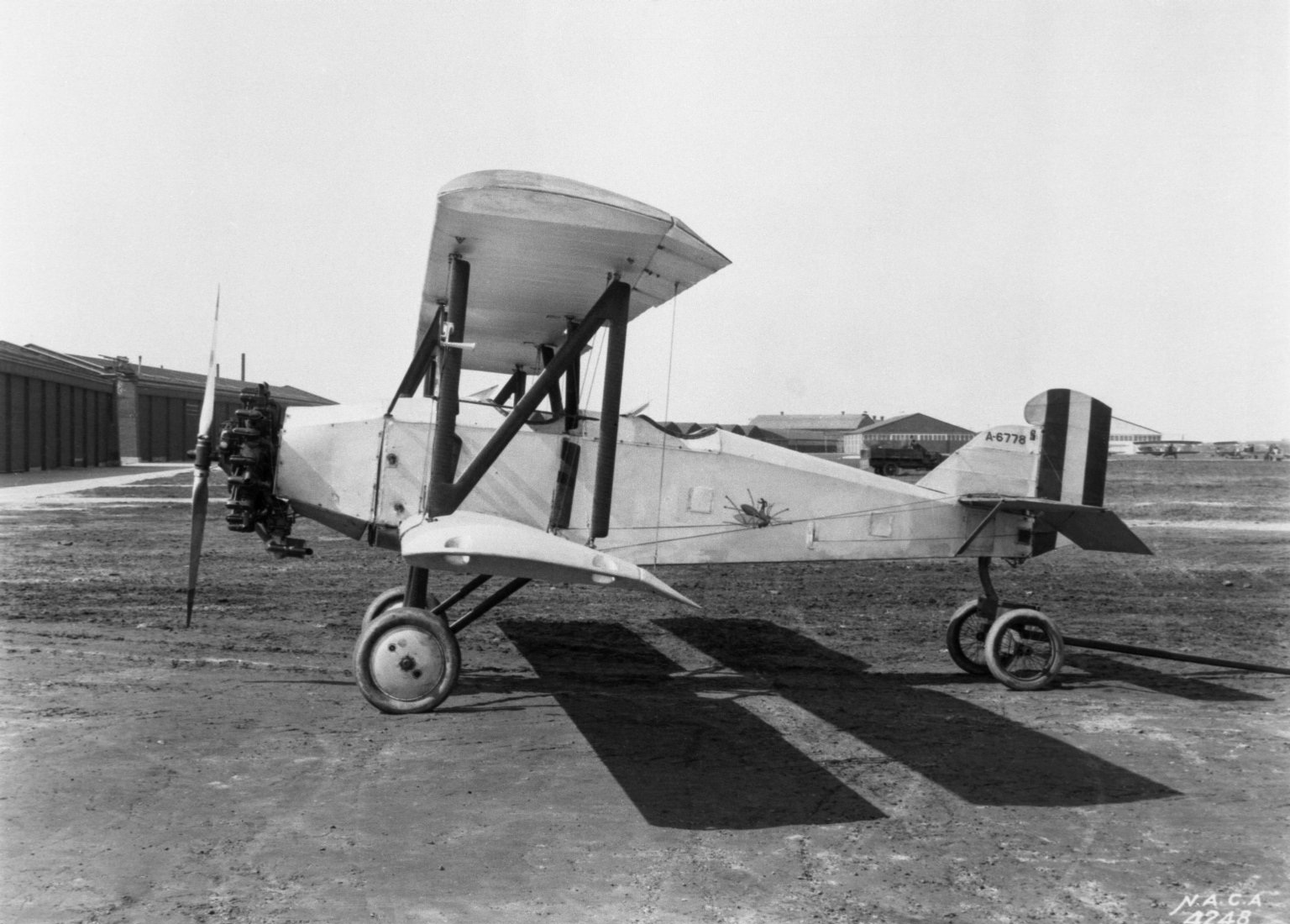
Boeing NB-1 en Langley.

Era un biplano de envergaduras iguales y dos vanos, de configuración convencional con tren de aterrizaje intercambiable de ruedas o flotadores. Las alas tenían un espesor constante en toda su longitud, y disponían de montantes en "N". El piloto y el instructor se sentaban en tándem, en cabinas abiertas.
Los NB fueron producidos en dos lotes; el primero (NB-1) estaba equipado con motores radiales y el segundo (NB-2), con V-8 Wright-Hispano E excedentes de guerra que todavía tenía la Armada en inventario. El prototipo original evaluado por la Armada había sido juzgado como demasiado fácil de volar, y de ahí su limitado uso como entrenador. En particular, se constató que el avión era incapaz de entrar en barrena. El diseño del NB-1 intentó introducir algo de inestabilidad, pero pronto se descubrió que mientras que ahora era posible conseguir que el avión entrara en barrena, era virtualmente imposible recuperarse de una. Se realizaron una serie de modificaciones para intentar una solución intermedia, originándose la compra del primer lote de aviones.

## Variantes
VNB-1
Prototipo, uno construido (matrícula A-6749).
NB-1
Máquinas originales de producción con motor radial Lawrance J-1, 41 construidos (matrículas A-6750 a A-6768, A-6836 a A-6857).
NB-2
Máquinas de producción con motor Wright-Hispano E, 30 construidos (matrículas A-6769 a A-6798).
NB-3
Un NB-1 con fuselaje alargado y empenaje modificado para mejorar el manejo, y motor Hispano-Suiza E. Más tarde reequipado al estándar NB-1 (matrícula A-6856).
NB-4
Un NB-1 convertido, igual al NB-3, pero con motor Lawrance J-1. Más tarde reequipado al estándar NB-1 (matrícula A-6857).

## Operadores
Estados Unidos
- Armada de los Estados Unidos

 Perú
- Fuerza de Aviación Naval: cinco NB-1 (3 entregados en 1924 (matrículas 1-E-1 a 1-E-3), otros 2 en 1927).

## Especificaciones (NB-1)

### Características generales
- Tripulación: Dos (piloto estudiante e instructor)
- Longitud: 8,8 m (28,7 ft)
- Envergadura: 11,2 m (36,8 ft)
- Altura: 3,6 m (11,7 ft)
- Superficie alar: 32 m² (344,5 ft²)
- Perfil alar: Gottingen 387
- Peso vacío: 969 kg (2135,7 lb)
- Peso cargado: 1287 kg (2836,5 lb)
- Planta motriz: 1× motor radial de nueve cilindros refrigerado por aire Lawrance J-1.
  - Potencia: 149 kW (205 HP; 203 CV)

### Rendimiento
- Velocidad nunca excedida (Vne): 160 km/h (99 MPH; 86 kt)
- Velocidad crucero (Vc): 145 km/h (90 MPH; 78 kt)
- Alcance: 480 km (259 nmi; 298 mi)
- Techo de vuelo: 3110 m (10 203 ft)
- Régimen de ascenso: 2,6 m/s (512 ft/min)

### Armamento
- Ametralladoras: 

  - 1 de 7,62 mm de tiro trasero (opcional, para entrenamiento de tiro)

## Aeronaves relacionadas

### Secuencias de designación
- Secuencia Numérica (interna de Boeing): ← 10 - 15 - 16 - 21 - 40 - 42 - 50 →
- Secuencia N_B (Entrenadores de la Armada estadounidense, 1922-1948 (Boeing, 1923-1962)): NB - N2B